# Duby u tvrze
Duby u tvrze jsou tři památné stromy duby letní (Quercus robur), které rostou u bývalého statku, na svazích základů tvrze v Dalovicích v okrese Karlovy Vary v Karlovarském kraji. Největší z trojice stromů má obrovské kořenové náběhy na hraně terasy, statný válcovitý kmen, pokroucenou korunu a starobylý charakter. Obvod kmene měří 530 cm, koruna sahá do výšky 14 m (měření 2010). Druhý nejsilnější z trojice dubů má nepravidelně válcovitý kmen a roste na kolmé hraně základů. Nejslabší strom roste na svahu a jeho koruna není zvláště rozvinutá.
Duby jsou chráněny od roku 2005.

## Stromy v okolí
- Körnerův dub
- Dalovické lípy
- Zámecký dub
- Smuteční buk u školy
- Lípa u kapličky